# DeRose
Luís Sérgio Álvares DeRose (Rio de Janeiro, 18 de fevereiro de 1944), conhecido como DeRose, é um escritor, empresário e educador brasileiro, que sistematizou o DeROSE Method, com escolas em cerca de dez países do mundo.
DeRose recebeu o título de cidadão paulistano em 2007, através do Decreto Legislativo n.º 85 de 27 de junho.

## Biografia
DeRose começou a lecionar no ano de 1960 e inaugurou sua primeira escola em 1964. Publicou o seu primeiro livro em 1969, aos 25 anos de idade. Fundou a União Nacional de Yôga em 1975. Promoveu o primeiro projeto de lei pela regulamentação profissional em 1978. Organizou o primeiro Congresso Brasileiro de Yôga em 1981. Criou a Confederação Nacional de Yôga em 1988. Fundou a Primeira Universidade de Yôga do Brasil em 1994 (sem reconhecimento governamental) e o Sindicato Nacional dos profissionais de Yôga em 1997.
DeRose recebeu o título de Doutor Honoris Causa pelo Complexo de Ensino Superior de Santa Catarina (Cesusc).
DeRose formou mais de 5 000 instrutores no Brasil, Américas e Europa, começou a lecionar aos 16 anos de idade. Com 25 anos de viagens à Índia e mais de 50 livros publicados, ensina o seu método nas Américas e Europa.

## DeROSE Method
Em 2007, DeRose deixou de trabalhar no segmento do Yôga e passou a trabalhar com o Método DeRose, uma sistematização de técnicas e conceitos cuja proposta é a de elevar o praticante a um patamar de alta performance e a de melhorar a sua qualidade de vida. As escolas do Método DeRose operam em um sistema de credenciamento, também muitas vezes referenciados como grande franquia de Yoga.
Os seus conceitos baseiam-se na fomentação de boas relações humanas, boa alimentação, boa forma e boa qualidade de vida. Na parte técnica, faz uso de ferramentas como a reeducação respiratória, gerenciamento do stress, técnicas para aumentar o tônus muscular e a flexibilidade, procedimentos para o aprimoramento da descontração emocional e da concentração mental.

## Críticas
Seu trabalho já recebeu críticas de áreas da imprensa e de profissionais ligados à área que trabalhou por diversos anos. Marcos Rojo Rodrigues, coordenador do curso de Difusão Cultural e Ioga da Universidade de São Paulo contesta a formação de DeRose e rejeita a existência de duas disciplinas distintas: yôga e ioga. Segundo Rodrigues, isso está voltado à promoção pessoal da marca de escolas criada por DeRose. DeRose explica: "O sucesso deve-se ao aumento da cultura mundial. O yôga só atrai pessoas culturalmente desenvolvidas. Estou preparando a expansão desde os anos 70".

## Obras publicadas
- DeRose: Quando é preciso ser forte. São Paulo: Egrégora, 2007. ISBN 978-85-213-1374-8
- DeRose: A Evolução para o Método DeRose. São Paulo: Egrégora, 2013 ISBN 978-85-626-1734-8
- DeRose: Tratado de Yôga, Yôga Shástra. São Paulo: Nobel, 2007. ISBN 978-85-213-1361-8
- DeRose: Tudo o que você nunca quis saber sobre Yôga, L&PM ISBN 85-254-1244-9.
- DeRose: Programa do Curso Básico, Egrégora.  ISBN 978-85-62617-37-9
- DeRose: Eu me lembro..., Nobel. ISBN 972-36-0734-4
- DeRose: Encontro com o Mestre, Matrix. ISBN 972-36-0821-9
- DeRose: Sútras - máximas de lucidez e êxtase, Nobel. ISBN 972-36-0782-4
- DeRose: Yôga Sútra de Pátañjali, Uni-Yôga.
- DeRose: Mensagens do Yôga, Uni-Yôga. ISBN 85-7232-219-1
- DeRose: Karma e dharma - transforme a sua vida, Egrégora ISBN 978-85-62617-06-5
- DeRose: Chakras e kundaliní, Uni-Yôga. ISBN 85-213-1333-0
- DeRose: Meditação e Autoconhecimento, Uni-Yôga. ISBN 978-85-62617-11-9
- DeRose: Origens do Yôga Antigo, Uni-Yôga. ISBN 85-213-1299-7
- DeRose: Corpos do Homem e Planos do Universo, Uni-Yôga. ISBN 978-85-62617-22-5
- DeRose: Guia do Instrutor de Yôga, Uni-Yôga (esgotado).
- DeRose: Prontuário de Yôga Antigo, (edição histórica só para colecionadores).
- DeRose: A regulamentação dos profissionais de Yôga, Uni-Yôga.
- DeRose: Alternativas de relacionamento afetivo, Afrontamento (Portugal). ISBN 972-36-0687-9
- DeRose: Yôga: Mitos e Verdades, Uni-Yôga. São Paulo, 2006. ISBN 85-213-1266-0
- DeRose: A Empresa, Egrégora, São Paulo, 2010 ISBN 978-85-62617-30-0
- DeRose: A Medalha com o ÔM, Egrégora, São Paulo, 2010
- DeRose: Anjos Peludos, Egrégora, São Paulo ISBN 978-85-62617-04-1
- DeRose: Prática de Yôga Elementar, 1962
- DeRose: Questionando o Yôga, Uni-Yôga, São Paulo, 1986.
- DeRose: Boas Maneiras no Yôga, Uni-Yôga, São Paulo.
- DeRose: Como Perdi 10kg em Dois Meses, Egrégora, 2014.
- DeRose: Cuando es Preciso Ser Fuerte, 2013
- DeRose: Encuentro Com El Maestro, Unión International de Yôga, 2004.
- DeRose: Faça Yôga Antes que Você Precise, Martin-Claret, 1999.
- DeRose: Falando Bonito, Egrégora, 2014. ISBN 978-85-62617-32-4
- DeRose: Hiper Orgasmo, Martin Claret, 1996.
- DeRose: Mensagens, Egrégora. ISBN 978-85-62617-17-1
- DeRose: Método DeRose - Alta Performance, Egrégora. ISBN 978-85-62617-05-8
- DeRose: DeRose Method, Egrégora.
- DeRose: Méthode DeRose, Egrégora.
- DeRose: Método Para um Bom Relacionamento Afetivo, Egrégora. ISBN 978-85-62617-28-7
- DeRose: Método de Boa Alimentação, Egrégora ISBN 85-213-1271-7
- DeRose: Método de Boas Maneiras, Egrégora. ISBN 978-85-62617-01-0
- DeRose: Meu Nome É Jaya, Egrégora. ISBN 978-85-626-1715-7
- DeRose: Origenes Del Yôga
- DeRose: Pensamentos
- DeRose: Viagens à Índia dos Yôgis, Egrégora ISBN 978-85-62617-00-3
- DeRose: Vocabulário Comparado De Português-Brasileirês, Egrégora, 2014.
- DeRose: Yo Recuerdo
- DeRose: Yôga a Sério, Egrégora, 2007
- DeRose: Zen Noção, Egrégora ISBN 978-85-62617-08-9
- DeRose: Light Exercices
- DeRose: Yôga Tem Acento, Egrégora. ISBN 978-85-62617-07-2
- DeRose: Yôga Avanzado, Editora Unión Nacional de Yôga, ISBN 85-85504-03-X
- DeRose: Não diga a Ióga, diga o Yôga
- DeRose: Como perdi 10 kilos em dois meses, Egrégora, 2014 ISBN 978-85-62617-15-7
- DeRose: Código de Ética do Yôga, Egrégora ISBN 978-85-62617-00-3
- DeRose: Coisas que a vida me ensinou, Egrégora, 2016 ISBN 978-85-62617-48-5
- DeRose: Sucesso, Egrégora, 2017 ISBN 978-85-62617-44-7